# De cive
De Cive (Sobre el ciutadà) és una de les principals obres de Thomas Hobbes. «El llibre va ser publicat originàriament en llatí a París el 1642, seguit d'altres dues edicions llatines a Amsterdam el 1647. La traducció anglesa de l'obra va aparèixer per primera vegada quatre anys després (Londres 1651) sota el títol de Philosophicall rudiments concerning government and society».
Anticipa temes del Leviatan més conegut. La famosa frase bellum omnium contra omnes (guerra de tots contra tots) va aparèixer primer a De Cive.

## Descripció
De Cive és la primera d'una trilogia d'obres escrites per Hobbes sobre el coneixement humà, les altres dues obres de la trilogia són De Corpore ("Sobre el cos"), publicat el 1655 i De Homine ("Sobre l'home"), publicat el 1658. a causa de l'agitació política de l'època, els disturbis que van conduir a la Guerra Civil anglesa de 1642, Hobbes precipitadament va pensar i va realitzar l'obra que seria sistemàticament l'última: De Cive. Aquesta obra consta de tres parts: Libertas (Libèria), Imperi (Domini) i Religio (Religió). A la primera part, descriu la condició natural de l'home, tractant amb les lleis naturals; en la segona, s'indica la necessitat d'establir un govern estable. Finalment, en la tercera part, escriu sobre la religió.

## Publicació
De Cive es va acabar al novembre de 1641 - abans de la guerra civil anglesa -així els arguments repetits una dècada més tard en Leviatan no poden ser influenciats exclusivament per aquesta guerra-. El llibre va ser publicat en llatí el 1642; una edició revisada va aparèixer el 1647. Va ser traduït a l'anglès, titulat RPhilosophicall rudiments concerning government and society (publicat el 1651). John Aubrey testifica que Hobbes va traduir ell mateix, part de la feina a l'anglès amb tal èxit que un traductor preferiria deixar a Hobbes fer la feina; encara no és segur si aquest va ser realment el cas.
L'edició de l'obra de H. Warrender (versions llatines i angleses, Oxford: Clarendon Press, 1983) són actualment les més conegudes.